# Rembe Pro Cycling Team Sauerland
Das Rembe Pro Cycling Team Sauerland ist ein deutsches Radsportteam mit Sitz in Eslohe.

## Geschichte und Organisation
Die Mannschaft wurde 2016 gegründet und erhielt eine Lizenz als UCI Continental Team. Das Team bestand zunächst aus zahlreichen Auswahlfahrern des Landesverbands Nordrhein-Westfalen und wurde durch Sponsoren aus dem Sauerland finanziert. Den bisher einzigen Sieg bei einem UCI-Rennen erzielte Christian Mager in der Saison 2017 auf der vierten Etappe der Marokko-Rundfahrt, der ihm nach Disqualifikation von Kirill Posdnjakow wegen Dopings nachträglich zuerkannt wurde.
Zur Saison 2022 kamen mit der Stiftung Saris und der digitalen Wettkampfplattform Rouvy zwei neue Hauptsponsoren dazu. Mit dem Einstieg von Rouvy wurde das Konzept eingeführt, dass sich internationale Talente durch Online-Rennen auf der Wettkampfplattform für das Team qualifizieren können. Mit den neuen Sponsoren strebt das Team mittelfristig den Aufstieg zum UCI ProTeam an.
Seit der Saison 2024 ist REMBE, ein Hersteller von Sicherheitsvorrichtungen für Anlagen und Prozesse aus Brilon im Sauerland, neuer Hauptsponsor und Premium-Partner des Teams. Die sportliche Leitung wurde verstärkt durch den ehemaligen Radrennfahrer Greg Henderson, der vom aufgelösten Bolton Equities Black Spoke Pro Cycling Team kam. Ihm folgten zwei seiner ehemaligen Fahrer zum Rembe Pro Cycling Team Sauerland, das sich damit insgesamt deutlich internationaler aufgestellt hat.

## Saison 2024
Mannschaft
| Teamkader 2024           | Teamkader 2024     | Teamkader 2024         | Teamkader 2024                                 |
| Name                     | Geburtsdatum       | Land                   | Vorheriges Team                                |
| ------------------------ | ------------------ | ---------------------- | ---------------------------------------------- |
| Yago Aguirre             | 30. August 2004    | Spanien                |                                                |
| Henri-Johannes Appelbaum | 30. Oktober 2004   | Deutschland            |                                                |
| Julian Borresch          | 19. März 2002      | Deutschland            |                                                |
| Julian Braun             | 27. September 1995 | Deutschland            | Dauner-AKKON (2019)                            |
| Julian Gerhardt          | 16. November 1990  | Deutschland            |                                                |
| Silas Köch               | 29. Juni 2003      | Deutschland            |                                                |
| Sebastian Niehues        | 27. Juli 1999      | Deutschland            | Bike Aid (2022)                                |
| Jonathan Rottmann        | 3. Mai 2004        | Deutschland            |                                                |
| Jacob Scott              | 14. Juni 1995      | Vereinigtes Königreich | Bolton Equities Black Spoke Pro Cycling (2023) |
| Jan-Marc Temmen          | 16. August 2002    | Deutschland            | Dauner-AKKON (2022)                            |
| Lukas van der Valk       | 8. November 2005   | Deutschland            |                                                |
| Tom van der Valk         | 8. November 2005   | Deutschland            |                                                |
| Lennart Voege            | 5. Februar 2000    | Deutschland            |                                                |
| Dominik Weiss            | 11. Februar 2002   | Schweiz                |                                                |
| Paul Wright              | 3. Februar 1998    | Neuseeland             | Bolton Equities Black Spoke Pro Cycling (2023) |
|                          |                    |                        |                                                |
| Quelle: ProCyclingStats  |                    |                        |                                                |

## Saison 2023
Mannschaft
| Teamkader 2023                               | Teamkader 2023     | Teamkader 2023 | Teamkader 2023              |
| Name                                         | Geburtsdatum       | Land           | Vorheriges Team             |
| -------------------------------------------- | ------------------ | -------------- | --------------------------- |
| Henri-Johannes Appelbaum                     | 30. Oktober 2004   | Deutschland    |                             |
| Dominik Bauer(Anm.)                          | 4. Dezember 1997   | Deutschland    | Team Lotto-Kern Haus (2022) |
| Julian Borresch                              | 19. März 2002      | Deutschland    |                             |
| Julian Braun                                 | 27. September 1995 | Deutschland    | Dauner-AKKON (2019)         |
| Julian Gerhardt                              | 16. November 1990  | Deutschland    |                             |
| Silas Köch                                   | 29. Juni 2003      | Deutschland    |                             |
| Per Christian Münstermann (1. Jan.–15. Feb.) | 9. Februar 1999    | Deutschland    |                             |
| Jonathan Rottmann                            | 3. Mai 2004        | Deutschland    |                             |
| Jan-Marc Temmen                              | 16. August 2002    | Deutschland    | Dauner-AKKON (2022)         |
| Lennart Voege                                | 5. Februar 2000    | Deutschland    |                             |
| Dominik Weiss                                | 11. Februar 2002   | Schweiz        |                             |
| Yago Aguirre                                 | 30. August 2004    | Spanien        |                             |
|                                              |                    |                |                             |
| Quelle: ProCyclingStats                      |                    |                |                             |

Anmerkung: Dominik Bauer, Karriereende des Sportlers

## Saison 2022
Mannschaft
| Teamkader 2022                    | Teamkader 2022     | Teamkader 2022 | Teamkader 2022           |
| Name                              | Geburtsdatum       | Land           | Vorheriges Team          |
| --------------------------------- | ------------------ | -------------- | ------------------------ |
| Johannes Adamietz                 | 24. Mai 1998       | Deutschland    | Herrmann Radteam (2019)  |
| Julian Borresch                   | 19. März 2002      | Deutschland    |                          |
| Julian Braun                      | 27. September 1995 | Deutschland    | Dauner-AKKON (2019)      |
| Max-David Briese                  | 1. Dezember 2003   | Deutschland    |                          |
| Jon Knolle                        | 11. September 1999 | Deutschland    | Rose Team NRW (2017)     |
| Silas Köch                        | 29. Juni 2003      | Deutschland    |                          |
| Per Christian Münstermann         | 9. Februar 1999    | Deutschland    |                          |
| Tim Neffgen                       | 1. April 2002      | Deutschland    |                          |
| Evan Russell                      | 24. Mai 2001       | Kanada         |                          |
| Abram Stockman                    | 31. Juli 1996      | Belgien        | Tarteletto-Isorex (2019) |
| Michiel Stockman(Anm.)            | 31. Juli 1996      | Belgien        | Tarteletto-Isorex (2019) |
| Lennart Voege                     | 5. Februar 2000    | Deutschland    |                          |
| Dominik Weiss (24. Mär.–31. Dez.) | 11. Februar 2002   | Schweiz        |                          |
|                                   |                    |                |                          |
| Quelle: ProCyclingStats           |                    |                |                          |

Anmerkung: Michiel Stockman, Karriereende des Sportlers

## Saison 2021
Mannschaft
| Teamkader 2021            | Teamkader 2021     | Teamkader 2021 | Teamkader 2021           |
| Name                      | Geburtsdatum       | Land           | Vorheriges Team          |
| ------------------------- | ------------------ | -------------- | ------------------------ |
| Johannes Adamietz         | 24. Mai 1998       | Deutschland    | Herrmann Radteam (2019)  |
| Julian Borresch           | 19. März 2002      | Deutschland    |                          |
| Julian Braun              | 27. September 1995 | Deutschland    | Dauner-AKKON (2019)      |
| Maximilian Eißer          | 29. August 2002    | Deutschland    |                          |
| Michel Gießelmann         | 17. Februar 1999   | Deutschland    |                          |
| Johannes Hodapp           | 9. September 1999  | Deutschland    |                          |
| Jon Knolle                | 11. September 1999 | Deutschland    | Rose Team NRW (2017)     |
| Lars Kulbe                | 8. März 2000       | Deutschland    |                          |
| Per Christian Münstermann | 9. Februar 1999    | Deutschland    |                          |
| Tim Neffgen               | 1. April 2002      | Deutschland    |                          |
| Abram Stockman            | 31. Juli 1996      | Belgien        | Tarteletto-Isorex (2019) |
| Michiel Stockman          | 31. Juli 1996      | Belgien        | Tarteletto-Isorex (2019) |
| Ole Theiler               | 8. Oktober 2002    | Deutschland    | Rose Team NRW (2020)     |
|                           |                    |                |                          |
| Quelle: ProCyclingStats   |                    |                |                          |

## Saison 2020
Mannschaft
| Teamkader 2020            | Teamkader 2020     | Teamkader 2020 | Teamkader 2020           |
| Name                      | Geburtsdatum       | Land           | Vorheriges Team          |
| ------------------------- | ------------------ | -------------- | ------------------------ |
| Johannes Adamietz         | 24. Mai 1998       | Deutschland    | Herrmann Radteam (2019)  |
| Lukas Baldinger           | 31. Januar 1999    | Deutschland    |                          |
| Julian Braun              | 27. September 1995 | Deutschland    | Dauner-AKKON (2019)      |
| Michel Gießelmann         | 17. Februar 1999   | Deutschland    |                          |
| Jonas Hártig              | 28. Juni 2025      | Deutschland    |                          |
| Johannes Hodapp           | 9. September 1999  | Deutschland    |                          |
| Jon Knolle                | 11. September 1999 | Deutschland    | Rose Team NRW (2017)     |
| Lars Kulbe                | 8. März 2000       | Deutschland    |                          |
| Louis Leinau              | 28. Juni 2025      | Deutschland    |                          |
| Joann Leinau              | 28. Juni 2025      | Deutschland    |                          |
| Per Christian Münstermann | 9. Februar 1999    | Deutschland    |                          |
| Abram Stockman            | 31. Juli 1996      | Belgien        | Tarteletto-Isorex (2019) |
| Michiel Stockman          | 31. Juli 1996      | Belgien        | Tarteletto-Isorex (2019) |
|                           |                    |                |                          |
| Quelle: ProCyclingStats   |                    |                |                          |

## Saison 2019
Mannschaft
| Teamkader 2019                   | Teamkader 2019     | Teamkader 2019 | Teamkader 2019             |
| Name                             | Geburtsdatum       | Land           | Vorheriges Team            |
| -------------------------------- | ------------------ | -------------- | -------------------------- |
| Michel Gießelmann                | 17. Februar 1999   | Deutschland    |                            |
| Jonas Hártig                     | 28. Juni 2025      | Deutschland    |                            |
| Johannes Hodapp                  | 9. September 1999  | Deutschland    |                            |
| Felix Intra                      | 1. Februar 1995    | Deutschland    | Rad-net Rose (2015)        |
| Jon Knolle                       | 11. September 1999 | Deutschland    | Rose Team NRW (2017)       |
| Lars Kulbe                       | 8. März 2000       | Deutschland    |                            |
| Joann Leinau                     | 28. Juni 2025      | Deutschland    |                            |
| Louis Leinau                     | 28. Juni 2025      | Deutschland    |                            |
| Lucas Liß                        | 12. Januar 1992    | Deutschland    | Heizomat rad-net.de (2018) |
| Per Christian Münstermann        | 9. Februar 1999    | Deutschland    |                            |
| Christoph Schweizer              | 4. März 1986       | Deutschland    | Bike Aid (2015)            |
| Adam Ťoupalík (1. Apr.–31. Dez.) | 9. Mai 1996        | Tschechien     | Corendon-Circus (2018)     |
|                                  |                    |                |                            |
| Quelle: ProCyclingStats          |                    |                |                            |

## Saison 2018
Mannschaft
| Teamkader 2018            | Teamkader 2018     | Teamkader 2018 | Teamkader 2018       |
| Name                      | Geburtsdatum       | Land           | Vorheriges Team      |
| ------------------------- | ------------------ | -------------- | -------------------- |
| Julius Domnick            | 20. April 1997     | Deutschland    |                      |
| Michel Gießelmann         | 17. Februar 1999   | Deutschland    |                      |
| Aaron Grosser             | 6. Oktober 1996    | Deutschland    |                      |
| Luca Felix Happke         | 12. März 1998      | Deutschland    |                      |
| Jonas Hártig              | 28. Juni 2025      | Deutschland    |                      |
| Johannes Hodapp           | 9. September 1999  | Deutschland    |                      |
| Felix Intra               | 1. Februar 1995    | Deutschland    | Rad-net Rose (2015)  |
| Jon Knolle                | 11. September 1999 | Deutschland    | Rose Team NRW (2017) |
| Joann Leinau              | 28. Juni 2025      | Deutschland    |                      |
| Louis Leinau              | 28. Juni 2025      | Deutschland    |                      |
| Viktor Müller             | 19. Dezember 1996  | Deutschland    |                      |
| Per Christian Münstermann | 9. Februar 1999    | Deutschland    |                      |
| Christoph Schweizer       | 4. März 1986       | Deutschland    | Bike Aid (2015)      |
|                           |                    |                |                      |
| Quelle: ProCyclingStats   |                    |                |                      |

## Saison 2017
Mannschaft
| Teamkader 2017          | Teamkader 2017    | Teamkader 2017 | Teamkader 2017      |
| Name                    | Geburtsdatum      | Land           | Vorheriges Team     |
| ----------------------- | ----------------- | -------------- | ------------------- |
| Julius Domnick          | 20. April 1997    | Deutschland    |                     |
| Aaron Grosser           | 6. Oktober 1996   | Deutschland    |                     |
| Luca Felix Happke       | 12. März 1998     | Deutschland    |                     |
| Jonas Hártig            | 28. Juni 2025     | Deutschland    |                     |
| Felix Intra             | 1. Februar 1995   | Deutschland    | Rad-net Rose (2015) |
| Marvin Kötting          | 16. Januar 1995   | Deutschland    |                     |
| Joann Leinau            | 28. Juni 2025     | Deutschland    |                     |
| Louis Leinau            | 28. Juni 2025     | Deutschland    |                     |
| Viktor Müller           | 19. Dezember 1996 | Deutschland    |                     |
| Stefan Schneider        | 7. April 1994     | Deutschland    |                     |
| Christoph Schweizer     | 4. März 1986      | Deutschland    | Bike Aid (2015)     |
|                         |                   |                |                     |
| Quelle: ProCyclingStats |                   |                |                     |

Erfolge
| Datum     | Rennen                  | Kat. | Fahrer          |
| --------- | ----------------------- | ---- | --------------- |
| 10. April | 4. Etappe Tour du Maroc | 2.2  | Christian Mager |

## Saison 2016
- Team Sauerland NRW p/b Henly & Partners/Saison 2016

## Platzierungen in UCI-Ranglisten
UCI World Ranking
| World Ranking | World Ranking | World Ranking                      | World Ranking |
| Jahr          | Teamwertung   | Einzelwertung                      |               |
| ------------- | ------------- | ---------------------------------- | ------------- |
| 2016          | —             | Aaron Grosser (2094. )             |               |
| 2017          | —             | Christoph Schweizer (2614. )       |               |
| 2018          | —             | Aaron Grosser (739. )              |               |
| 2019          | 188.          | Adam Ťoupalík (1470. )             |               |
| 2020          | 170.          | Per Christian Münstermann (1843. ) |               |
| 2021          | 117.          | Jon Knolle (624. )                 |               |
| 2022          | 161.          | Johannes Adamietz (1109. )         |               |
| 2023          | 199.          | Silas Köch (2977. )                |               |
| 2024          | —             | Julian Borresch (717. )            |               |
|               |               |                                    |               |
| Quelle: UCI   |               |                                    |               |

UCI Europe Tour
| Saison | Mannschaftswertung | Fahrerwertung         |
| ------ | ------------------ | --------------------- |
| 2016   | 127.               | Aaron Grosser (1378.) |
| 2017   | 132.               | Felix Intra (1761.)   |
| 2018   | 103.               | Aaron Grosser (443.)  |